# نووا وس (ناحیه پلزن-جنوبی)
نووا وس (ناحیه پلزن-جنوبی) (به چکی: Nová Ves) یک منطقهٔ مسکونی در جمهوری چک است که در Plzeň-South District واقع شده‌است. نووا وس ۳٫۹۹ کیلومتر مربع مساحت و ۲۱۹ نفر جمعیت دارد و ۳۴۷ متر بالاتر از سطح دریا واقع شده‌است.